# Olallamys albicauda
Olallamys albicauda é uma espécie de roedor da família Echimyidae.
É endêmica da Colômbia, onde é encontrada na Cordilheira Central e em partes da Cordilheira Oriental.